# Zoran Zaev
Zoran Zaev (cirill betűkkel: Зоран Заев; Sztrumica, 1974. október 8. –) észak-macedón közgazdász, politikus, 2017-től 2020-ig, illetve 2020-tól 2022-ig Észak-Macedónia miniszterelnöke volt. A Magyarországra menekült Nikola Gruevszki egyik legfőbb politikai ellenfele. A kormányközeli magyar sajtó is ennek megfelelően bánik vele, pl. azt állítva, hogy mindenféle machinációk végeredményeképpen, az albánok segítségével, valamint a Soros-féle NGO-k támogatásával és pénzével jutott hatalomra.

## Életpályája
2003 és  2005 között parlamenti képviselő, 2005 és 2016 Sztrumica város polgármestere volt. A balközép Macedóniai Szociáldemokrata Szövetség (SDSM) elnöke. A 2016 decemberi választásokon hiába nyert a jobboldali Nikola Gruevszki forradalmi pártja (VMRO-DPMNE), nem tudott kormányt alakítani. A jobboldali érzelmű Gjorge Ivanov államfő sokáig nem volt hajlandó felkérni a baloldalt a kormányalakításra, arra hivatkozva, hogy az albán kisebbségi pártok bevonásával alakított koalíció sértené az ország szuverenitását.
2017 áprilisának végén szélsőségesek megverték Zaevet és négy másik képviselőt megvertek a parlament üléstermében. Ezek után lett Zaev 2017 májusától Észak-Macedónia miniszterelnöke, miután az államfő őt kérte fel, hogy alakítson kormányt.
2020. január 3-án lemondott.
2020. augusztus 30-án ismét hivatalba lépett, 2021. november 1-én megint lemondott.

## Díjai, elismerései
- Ewald von Kleist-díj (2019)